# Donna tagliata a metà

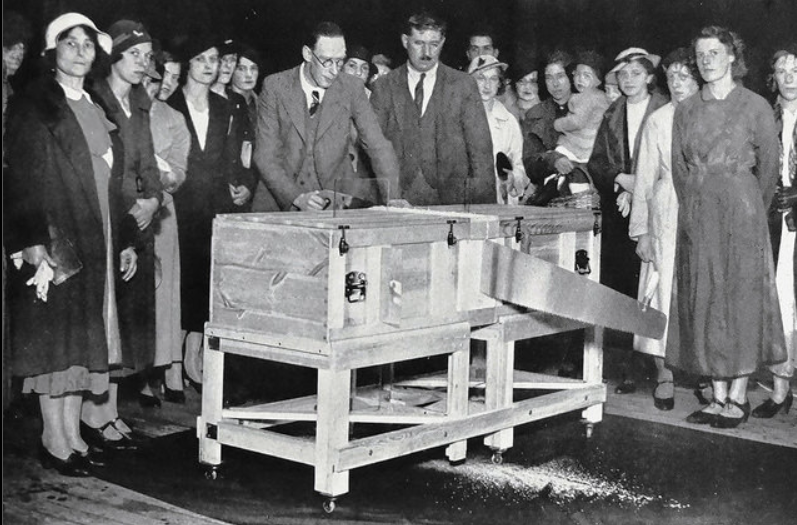
P. T. Selbit taglia in due la sua assistente.

Donna tagliata a metá è un trucco di magia da palcoscenico in cui un'assistente donna viene apparentemente tagliata in due o più pezzi.

## Storia
C'è un dibattito sull'origine di questo genere di illusioni: alcune fonti sostengono che un mago di nome Torrini potrebbe aver eseguito la prima versione di fronte a Papa Pio VII nel 1809. Tuttavia, è più probabile che questa storia sia un'invenzione che trae origine dagli scritti del famoso mago francese Jean Robert-Houdin, in particolare dalle sue Memoirs, scritte nel 1858, dove descrisse il trucco di Torrini.
L'inventore e storico Jim Steinmeyer ha concluso che probabilmente Torrini non è mai esistito e che la storia era semplicemente un modo per Robert-Houdin di giocare con le idee. Durante un caso giudiziario nel 1922 si ipotizzò che il trucco potesse essere ricondotto all'antico Egitto; tuttavia questa affermazione non è stata dimostrata. In ogni caso, fino agli anni '20 il trucco è esistito solo a livello teorico, senza che esso sia mai stato messo in pratica.
È generalmente accettato che la prima rappresentazione pubblica del trucco sia stata realizzata dal mago britannico P. T. Selbit nel gennaio 1921 al teatro Finsbury Park Empire di Londra. In realtà Selbit aveva precedentemente eseguito l'illusione nel dicembre 1920 davanti a un pubblico ridotto di promotori e agenti teatrali alla St. George's Hall di Londra, per cercare finanziamenti per i suoi spettacoli. Il suo trucco, che chiamò "Segare una Donna", era molto diverso da quello che un pubblico moderno si aspetterebbe. L'assistente di Selbit era bloccata in una cassa di legno chiusa e non era visibile. L'impressione di non poter sfuggire alla sega veniva data dallo spazio ridotto della scatola e dalle corde legate alle mani, ai piedi e al collo dell'assistente, che durante il trucco venivano trattenute dagli spettatori del pubblico.
A questo punto è altrettanto lecito chiedersi chi sia stata la prima donna ad essere tagliata a metà. Secondo Jim Steinmeyer, la donna che partecipò allo show del dicembre 1920 era Jan Glenrose, che all'epoca era l'assistente principale di Selbit e che era anche partner del mago Fred Culpitt. Nell'esibizione pubblica del 1921 il ruolo della vittima è stato invece assunto da Betty Barker.

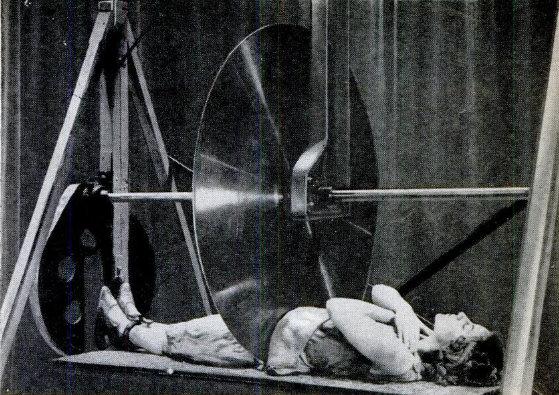
Una rappresentazione successiva del trucco di Horace Goldin, con una sega circolare

Sempre nel 1921, Horace Goldin, un mago che lavorava negli Stati Uniti, presentò la prima versione che potrebbe sembrare familiare al pubblico moderno. L'assistente di Goldin giaceva in una scatola da cui sporgevano i piedi, la testa e le mani. Goldin divise la scatola nel mezzo, inserendo fogli di metallo per coprire le estremità tagliate, quindi allontanò leggermente le due metà. Questo processo venne quindi invertito e l'assistente uscì incolume. Goldin in seguito sviluppò una versione senza scatole che utilizzava una grande sega circolare. Il successo di Selbit e poi di Goldin spinse sempre più maghi a cercare di imitarli con copie o versioni migliorate delle illusioni. Nel novembre del 1921 la compagnia Thayer mise in commercio in America una versione da 175 $, con la possibilità di comprare solo i progetti per 5 $.

## Effetti e varianti
Ci sono molti trucchi per tagliare apparentemente una persona, con differenze significative nel loro effetto di base. In alcuni, l'illusione è semplicemente di una lama che passa attraverso il corpo di un'assistente, mentre in altri l'assistente viene divisa in due pezzi che vengono separati. Alcune cosiddette illusioni di "taglio" in realtà non coinvolgono una sega ma usano invece lame lisce o pannelli divisori smussati. 
La maggior parte dei trucchi coinvolge un assistente in una scatola, che nasconde il suo corpo alla vista del pubblico mentre si esegue il taglio. Questo gruppo include i trucchi "Selbit", "Wakeling" e "Thin Model", nonché diverse versioni associate a Horace Goldin. La maggior parte dei trucchi "con scatola" dà l'illusione che le due metà dell'assistente vengano spostate, sebbene ci siano versioni in cui l'effetto è semplicemente che una lama passi attraverso il corpo dell'assistente. In alcune versioni la scatola copre completamente l'assistente mentre in altre solo la testa, le mani e i piedi dell'assistente rimangono in vista durante il trucco. 

### Il taglio di Selbit
In questo numero vengono reclutati dei volontari dal pubblico. Una o più di queste persone sono invitate a legare le corde attorno ai polsi, alle caviglie e al collo dell'assistente, che entra quindi in una cassa di legno, simile in proporzione ma leggermente più grande di una bara. Le corde sono infilate attraverso i fori nella scatola e le estremità vengono date ai volontari, ai quali viene chiesto di stringerle e di tenerle strette (la corda del collo ha un nodo aggiunto per evitare che l'assistente venga strangolato). L'assistentesi distende nella scatola che viene chiusa e posizionata orizzontalmente su dei cavalletti. Il mago fa quindi scorrere le lastre di vetro attraverso la cassa (e apparentemente attraverso l'assistente). 
Il mago taglia la scatola a metà, dividendola in due parti che vengono leggermente separate lasciando visibile il busto dell'assistente. L'impressione è che la lama della sega sia passata attraverso il corpo dell'assistente. L'assistente viene quindi rilasciata dalla scatola e si rivela essere illesa. Questa è la prima illusione eseguita da Selbit il 17 gennaio 1921.

### Il taglio "con scatola" di Goldin
Goldin ha presentato diverse illusioni di taglio che prevedevano una scatola. Nonostante sembrassero molto simili fra loro, ogni trucco aveva una modalità diversa che veniva costantemente migliorata col passare del tempo e col susseguirsi degli spettacoli. La sua prima esibizione fu al banchetto annuale della Society of American Magicians al McAlpin Hotel, New York, il 3 giugno 1921. In quell'occasione il trucco ottenne scarso successo. La scatola che usò era grande e non molto ingannevole e invece di una donna attraente impiegò un fattorino come assistente. L'impressione fu che Goldin stesse cercando goffamente di incassare in fretta il successo ottenuto da Selbit in Gran Bretagna. Tuttavia, il collega mago Howard Thurston, che era tra il pubblico, intuì il potenziale del trucco e convinse Goldin a lasciarsi aiutare nel suo miglioramento. 
Thurston assunse un affermato mago e scenografo di nome Harry Jansen per perfezionare l'illusione. La versione migliorata dell'apparato di Jansen presentava una scatola più piccola da cui sporgevano la testa e i piedi della vittima durante il taglio. Thurston, Goldin e vari altri maghi impiegati da quest'ultimo fecero tournée negli Stati Uniti eseguendo questo trucco con grande successo nei teatri appartenenti al gruppo Keith-Orpheum. Goldin aveva un grande senso per gli affari e ricorse ad azioni legali per impedire a chiunque, incluso Selbit, di competere con lui negli Stati Uniti. Di conseguenza, Goldin a volte viene erroneamente accreditato come il creatore del trucco del taglio.
La forma base taglio con scatola di Goldin era la seguente. Il mago mostra una scatola simile per dimensioni e proporzione a quella usata da Selbit ma che si trova già in posizione orizzontale. Un'assistente entra nella scatola e si sdraia. Nel l'esecuzione si vedono emergere la testa e le mani dai buchi posti su un'estremità della scatola e i suoi piedi dall'altra. La scatola viene chiusa e poi segata nel centro. Vengono posizionati dei divisori su entrambi i lati del taglio e la scatola viene quindi separata in modo da poter vedere le due parti chiaramente divise. Si vedono la testa e le mani dell'assistente sporgere da una sezione e i suoi piedi dall'altra. La scatola viene quindi nuovamente unita e aperta e l'assistente ne esce incolume. 

### Wakeling
Il mago presenta un tavolo rettangolare abbastanza grande affinché una persona possa sdraiarsi sopra. Viene introdotta un'assistente e dal pubblico vengono scelti numerosi volontari. Il mago mostra una serie di restrizioni costituite da un robusto colletto e un paio di cinturini per le caviglie, ciascuno attaccato a una catena o corda. L'assistente si siede sul tavolo con le gambe distese e i volontari sono invitati a allacciare le cinture intorno al collo e alle caviglie. 
Le corde o catene sono infilate attraverso dei fori nel tavolo e le estremità sono date ai volontari, ai quali viene ordinato di stringerle e di tenerle in quel modo durante l'illusione. L'assistente viene quindi fatta sdraiare sulla schiena e vien immobilizzata in quella posizione. Due metà di una grande scatola vengono posizionate sopra l'assistente, coprendola completamente. I pannelli laterali sono aperti per mostrare che l'assistente è ancora in posizione distesa. L'assistente viene quindi divisa in due. A volte la divisione si realizza semplicemente spingendo due pannelli divisori in metallo nella fessura che separa le due metà. 
A volte il taglio dell'assistente viene enfatizzato con una sega che passa tra le due metà della scatola prima di far scorrere i divisori in posizione. Le prese vengono rilasciate per consentire al tavolo di essere diviso in due insieme alla scatola. Le metà sono separate e l'assistente sembra quindi essere stato tagliata in due pezzi completamente scollegati. La scatola e il tavolo vengono quindi riuniti, i vincoli vengono rilasciati e la scatola viene aperta per consentire all'assistente di emergere illesa. 
Questa versione del trucco è generalmente associata al mago e inventore Alan Wakeling . Mentre Wakeling ne perfezionò gli aspetti, la configurazione generale e il metodo sono stati attribuiti a un mago precedente, Virgil Harris Mulkey (1900-1989), alias. "Il Grande Virgil", che la eseguì per la prima volta nel 1942 e in seguito passò l'idea a Wakeling.

### Il modello sottile
Il modello sottile del taglio è una delle varianti più comuni eseguite dai maghi contemporanei. La disposizione di base e la sequenza degli eventi è simile a quella descritta per il taglio con scatola Goldin (vedi sopra). Tuttavia, la scatola appare molto più bassa rispetto a quella di Goldin, che era grande per gli standard moderni. Le estremità della scatola sono inizialmente aperte quando l'assistente entra. Una volta che l'assistente è sdraiata, viene bloccata in quella posizione con ceppi posizionati sul collo e sulle caviglie. Tali ceppi formano anche le estremità della scatola. Le dimensioni ridotte della scatola danno l'impressione che anche se fosse riuscita liberarsi dai ceppi, l'assistente non sarebbe riuscita a trovare spazio per sfuggire alla lama della sega nemmeno contorcendosi nella scatola. 

### Scatole trasparenti
Si dice che il mago Les Arnold sia stato il primo ad aver ideato una taglio con scatola trasparente (nota come "Crystal Sawing") nel lontano 1976. I Pendragon eseguirono una variante chiamata "Clearly Impossible", in cui la scatola utilizzata è particolarmente sottile e trasparente. L'ideazione di "Clearly Impossible" è stato attribuita a Jonathan Pendragon, partendo dal modello di Les Arnold, e la principale caratteristica dell'illusione dei Pendragon è che la scatola trasparente sembra non essere mai coperta. 

### Taglio doppio
Il trucco del "doppio taglio" è un modo per aggiungere un ulteriore effetto all'illusione. È generalmente associato al tipo di taglio "modello sottile". Il mago vede taglia due persone a metà usando due apparecchi diversi. Le persone sono generalmente vestite in modo da essere chiaramente distinguibili. Ad esempio, potrebbero essere in costumi di colore diverso, di diverso colore della pelle o di sesso opposto. Dopo che le metà della scatola sono state separate, vengono mescolate e quindi rimontate in modo tale che la metà inferiore di una scatola sia abbinata alla parte superiore dell'altra e viceversa. Quando le vittime emergono, sembra che a ciascuna sia stata data la metà inferiore dell'altra. 
La creazione di questa versione è attribuita al mago Alan Wakeling, che l'ha ideata per il collega Channing Pollock.

### Seghetto alternativo
Un'assistente si sdraia su un tavolo. Una cornice è posizionata sopra l'addome. Il mago mostra quindi un seghetto elettrico e procede ad allineare la lama in una fessura nella cornice. Il mago accende la sega e apparentemente la usa per tagliare la vita dell'assistente, che rimane oscurata dalla cornice. La sega emerge dal lato opposto della cornice. Una volta terminato il taglio, la cornice viene rimossa e l'assistente è ancora tutta intera. 

### Seghetto ad arco
Questa variante inizia in modo simile al seghetto alternativo descritto sopra, con l'assistente sdraiata su un tavolo e con una cornice fissata sopra l'addome. Il mago quindi presenta un seghetto ad arco e procede a tagliare l'assistente, con la lama che passa all'interno della cornice. Una volta che la lama ha completamente attraversato l'assistente, la cornice viene rimossa. Viene quindi mostrato che l'assistente è circondata dall'impugnatura e dalla lama della sega ad arco. Quindi verrà fatto salire un membro del pubblico per controllare gli oggetti di scena. 

### Sega circolare
Viene presentato un grande apparato, costituito da un robusto telaio che supporta una grande sega circolare e un tavolo sufficientemente grande da accogliere una persona distesa. Viene mostrato che il tavolo si muove sotto la sega tale da avvicinarsi ad essa, lasciando uno spazio minimo o nullo, in modo che qualsiasi cosa appoggiata su di esso venga tagliata dalla sega. Il tavolo è mosso da un meccanismo elettrico o da una qualche leva. La sega circolare è generalmente azionata da un motore elettrico. Per dimostrare che la sega è autentica, viene posizionato un pezzo di legno sul tavolo e viene tagliato in due in piena vista. Un'assistente viene fatta distendere sul tavolo. 
A volte il mago dà l'impressione di ipnotizzare l'assistente prima di farla stendere sul tavolo. Viene bloccata con due "cinghie" metalliche che si chiudono sopra la sua vita e che si allineano vicino alla lama della sega. Potrebbe anche essere ulteriormente legata con cinturini o manette ai polsi e alle caviglie. Una striscia di legno viene posta sotto la sua schiena allineata con la sega. La sega viene quindi avviata e la tavola messa in moto. La lama passa visibilmente attraverso l'assistente e generalmente crea il rumore di qualcosa che viene tagliato. 
Una volta che il tavolo si ferma e la sega viene spenta, l'assistente viene rilasciata e si rivela essere ancora tutta intera. La striscia di legno che era stata posizionata sotto di lei mostra i segni di un taglio, rafforzando l'idea che la sega abbia effettivamente funzionato. Harry Blackstone Sr. eseguì questo trucco negli Stati Uniti negli anni '30. 

### Death Saw
Death Saw è presentato come un trucco di escapologia andato male. Il suo interprete più noto è David Copperfield. L'esecutore è legato a un tavolo sotto una grande sega circolare o una lama, che è scende su di esso controllata da un meccanismo a tempo. Dopo essere stato fissato con varie manette, l'esecutore è chiuso in una scatola. La sega viene quindi avviata. 
Dopo un po' i lati la scatola si apre per mostrare il mago che lotta per liberarsi dalle manette. Alla fine la sega cade prima che l'esecutore abbia il tempo di fuggire. La lama passa attraverso il corpo dell'esecutore. Le due metà del tavolo sono divise in modo tale che il mago sia chiaramente separato in due sezioni. Il mago sembra quindi manipolare il tempo e l'intero processo viene svolto al contrario: le metà del corpo tornano insieme, la sega si alza, la scatola si chiude. Alla fine l'esecutore emerge incolume dalla scatola. 
Copperfield ha rivendicato i diritti esclusivi di questa illusione; tuttavia altri, incluso Jeff Davis, costruttore di illusioni con sede nel Tennessee, hanno affermato che il metodo e il trucco erano stati precedentemente pubblicati in due riviste negli anni '60. L'edizione del marzo 1965 di The Linking Ring contiene testo e schemi di un autore indiano di nome B. Rakshit che fornisce il metodo base del taglio. Un articolo del Genii Magazine del settembre 1969 delinea la procedura includendo l'idea della sega che scende da una torre.

### Modern Art
Sebbene non sia generalmente classificata come un'illusione "di taglio", Modern Art viene talvolta definita come "una versione verticale della donna tagliata in due". In questo caso l'oggetto di scena è una cassa verticale che si trova accanto a una struttura simile a un tavolo che arriva metà della sua altezza. L'assistente entra nella cassa attraverso una porta sul lato lontano dal tavolo. La faccia dell'assistente rimane visibile da un'apertura nella parte superiore della cassa e nella parte inferiore della parte anteriore dell'armadio viene aperto un pannello per mostrare le gambe dell'assistente. Una spada o una lama viene quindi posizionata in una fessura nel punto in cui la parte superiore del tavolo incontra la cassa. La parte superiore della cassa scorre quindi sul tavolo, dando l'impressione che la metà superiore dell'assistente sia stata spostata lateralmente e nell'esecuzione sia stata separata dalle gambe. I pannelli nella parte anteriore della vengono aperti per mostrare le due metà dell'assistente apparentemente separate. La parte superiore della cassa viene quindi riportata nella sua posizione originale e l'assistente emerge incolume. Il trucco e il metodo sono accreditati al designer Jim Steinmeyer.

### La separazione di una donna di Criss Angel
Durante un'esibizione all'aperto Criss Angel  eseguì un numero in cui sembrava dividere una donna a metà usando le sole mani e metà di lei strisciava via. Il trucco ha coinvolto una donna affetta da regressione caudale e una contorsionista. Il mago e storico Ricky Jay ha scritto che una versione di questo trucco era stata precedentemente ideata da un altro mago, tale Rajah Raboid, che eseguì questo trucco con Johnny Eck e suo fratello gemello, Robert, nel 1937.

## Metodi e spiegazione

Variante 1.

Variante 2.

Come suggerito dai vari trucchi descritti sopra, esistono numerosi metodi per realizzare illusioni di taglio. Nel corso degli anni alcuni di questi sono stati rivelati e molti sono stati pubblicati, diventando alla portata di tutti. 
La rivelazione di trucchi di magia si è dimostrata talvolta controversa, sfociando in dibattiti tra maghi che sono determinati a esporre i trucchi e altri che a volte hanno fatto persino ricorso ad azioni legali per cercare di preservare il segreto. L'illusione del taglio ha avuto un ruolo di primo piano nella storia di tali battaglie, e quindi nella giurisprudenza. 
Nel settembre del 1921, preoccupato dagli altri maghi che avrebbero potuto copiarlo, Horace Goldin rinunciò al segreto e fece domanda per un brevetto per Segare una donna a metà. Ottenne il brevetto statunitense numero 1.458.575 il 12 giugno 1923. Di seguito è riportato un riepilogo del brevetto:
Un'altra variante prevede un finto tavolo su cui poggia la scatola. Questo permette di intagliare il tavolo in modo da creare un nascondiglio in cui la donna può strisciare ed evitare la sega. I suoi piedi sono rimpiazzati con dei falsi che vengono mossi da motori elettrici. Questi motori sono in grado di muovere i piedi, ma solo di poco, in quanto non esiste una tecnologia in grado di ricreare il movimento realistico delle carni o di far muovere le dita dei piedi; ciò significa che i piedi falsi devono indossare le scarpe durante la performance. Questo metodo non è generalmente usato al giorno d'oggi, poiché il falso tavolo dovrebbe essere molto spesso per nascondere l'assistente.»
Penn e Teller usano regolarmente la seconda versione di questo trucco a Las Vegas. Hanno anche eseguito questo trucco in televisione almeno due volte: su Quell'uragano di papà e durante il NBA All-Star Weekend 2007. Ogni volta rivelano come si svolge il trucco. 

## Esibizioni e rappresentazioni famose
Numerose esibizioni o rappresentazioni del trucco del taglio hanno raggiunto particolare fama e notorietà. 
- Le esibizioni originali di P. T. Selbit a Londra nel gennaio 1921 furono sorprendenti per il pubblico dell'epoca perché si trattava di un trucco mai visto prima. L'impatto della creazione di Selbit fu tale che, per i decenni a seguire, altri maghi cercarono di emulare e migliorare ciò che aveva fatto, influenzando così il corso della storia della magia da palcoscenico.[5]
- Nel 1956, l'illusionista indiano P. C. Sorcar usò una sega circolare per tagliare la moglie in due durante uno spettacolo televisivo. Proprio quando l'aveva divisa l'emittente staccò il segnale e lo spettacolo finì all'improvviso. Ciò indusse gli spettatori inorriditi a credere che la donna fosse stata accidentalmente uccisa. In realtà, si trattava una trasmissione televisiva in diretta e il tempo era scaduto.[19]
- Nel cartone animato Lo show del coniglio del 1957 di Friz Freleng, Bugs Bunny chiede un volontario per questo trucco, e Daffy Duck obbedisce felicemente, nel tentativo di svelare l'inganno. Dopo che il trucco è finito, Daffy cerca di mostrare al pubblico che non è stato tagliato a metà, per poi far saltare le sue metà superiore e inferiore ogni volta che è arrabbiato.
- Le esibizioni dal vivo del mago peruviano Richiardi Jr sono spesso citate come le rappresentazioni più orribili del trucco del taglio. Richiardi usava una sega circolare simile a quella impiegata da Sorcar, ma fece leva ancor di più sull'effetto shock servendosi di sangue finto e interiora, che venivano spruzzati sul palco (e talvolta oltre) mentre la sega tagliava l'assistente.
- Nell'episodio di Alfred Hitchcock presenta "L'apprendista stregone" del 1962 viene mostrata una donna tagliata a metà. La rete televisiva NBC e lo sponsor Revlon stabilirono che l'episodio era troppo cruento e scelsero di non trasmetterlo.

## Critica e sviluppi
Jim Steinmeyer sostiene che il trucco di Selbit sia stata una svolta nella storia della magia, poiché dopo di esso i numeri leggeri rappresentati da artisti come John Nevil Maskelyne, già in declino, vennero sostituiti da altre rappresentazioni più sensazionali, dovute anche al successo dei macabri spettacoli del teatro Grand Guignol. In particolare, Steinmeyer identifica l'illusione del taglio come l'inizio di una moda della magia con assistenti donne nel ruolo della vittima. Lui stesso dice che il cliché delle "belle donne strapazzate e torturate dai maghi" non fosse un cliché prima dell'illusione di Selbit.
Gli assistenti uomini erano comuni nella magia fino all'epoca vittoriana; i vestiti ingombranti imposti alle donne dalle mode del tempo rendevano difficile il rannicchiarsi negli spazi ristretti richiesti da alcuni trucchi. Con il cambiare delle mode degli inizi del XX secolo, il ruolo femminile della vittima proposto da Selbit diventò più pratico. Era anche vero che un'illusione progettata per una donna snella potrebbe essere più ingannevole di una creata su misura per un uomo. Inoltre una combinazione dell'emancipazione femminile e di una popolazione desensibilizzata dalla guerra ed esposta a nuovi fenomeni di intrattenimento ha fatto sì che la scelta di Selbit avesse un forte impatto nell'immaginario pubblico. Come disse Steinmeyer: "al di là delle preoccupazioni pratiche, l'immagine della donna in pericolo è diventata una moda particolare nello spettacolo".
I maghi moderni, donne comprese, hanno replicato con un interprete maschile nel ruolo originariamente ricoperto da una donna. L'illusionista Dorothy Dietrich, che da adolescente si è affermata come mago di spicco, è stata definita la "prima donna a tagliare un uomo a metà".